# 山内宏明
山内 宏明（やまのうち ひろあき、1969年4月25日 - ）は、ニッポン放送CP局報道スポーツコンテンツセンタースポーツ部のアナウンサー。

## 来歴
東京都出身。1992年3月、早稲田大学教育学部卒業後の同年4月、ニッポン放送に入社。同期入社は元同局アナウンサーで、現：フリーアナウンサーである荘口彰久、元アナウンサーで相撲ジャーナリストの下角陽子、仲佐かおり、根岸紀子。入社以後、制作部に所属し、主にバラエティ番組の中継や夜の若年層向け番組のリポーターを担当し、4年在籍。
その後、1996年4月人事にて、編成局スポーツ部に転籍。同年7月19日、藤崎台県営野球場で行われたジュニアオールスターゲームのイースタンリーグ担当で初実況。しかし、実況の練習をまだしていなかったため、以後、先輩で宮田統樹や胡口和雄に教えを乞うて練習する日々が5年程続き、デビュー当時については、本人曰く「当然、形にはならずしっちゃかめっちゃか。」と語っている。
主にプロ野球中継（読売ジャイアンツ、東京ヤクルトスワローズ、埼玉西武ライオンズ戦）を担当。アテネオリンピック (2004年)では野球・マラソンなどの実況、東京2020オリンピックはソフトボール オープニングラウンド 日本×アメリカ、2008年以来のサッカー実況として男子サッカー 決勝トーナメント 準々決勝 日本×ニュージーランド、野球 ノックアウトステージ 決勝戦 日本vsアメリカの実況を担当し、野球では侍ジャパンの金メダル獲得の瞬間を実況した。
また、メジャーリーグ中継では、2007年5月6日のシアトル・マリナーズ×ニューヨーク・ヤンキース戦で当時ヤンキースに所属していた松井秀喜の日米通算2000本安打達成の瞬間を実況した。

## エピソード
- 趣味はランニング。ショウアップナイターアナウンス陣のblog「アナlog」での山内のブログ記事タイトルのほとんどが「やまランニングクラブ」であり、長距離競技の取材も行う。自身のハーフマラソンの自己ベストは2014年千葉マリンマラソン　一般男子ハーフの部の1時間40分57秒である[4]。
- 2016年9月28日の西武対日本ハム（西武ドーム、STVラジオ向け裏送り）で日本ハム優勝実況、10月15日のクライマックス・セ ファイナルシリーズ第4戦 広島対DeNA（マツダスタジアム）で広島のCS突破実況、10月29日の日本シリーズ第6戦 広島対日本ハム（マツダスタジアム）での日本ハム日本一実況を担当し、2017年11月4日の日本シリーズ第6戦 ソフトバンク対DeNAの中継担当となり、2年連続で日本一の瞬間を実況した。

## 出演番組

### 現在
- ニッポン放送ショウアップナイター
- 東海ラジオ ガッツナイター（東海ラジオ）
- 福岡国際マラソン（KBCラジオ）※スタート、折り返し地点リポーター、移動実況車中継
- ニッポン放送 箱根駅伝速報※往路リポーター

### 過去

#### ラジオ
- 日曜競馬ニッポン
- 東京マラソン2007、2020実況中継※実況
- 松井秀喜 ワールドチャンピオンへの道
- ショウアップナイターバッテリー（スポーツニュース担当）
- 飯田浩司の「声だしていこー。」（スポーツニュース担当）
- 松井秀喜新たなる頂点へ
- Jリーグラジオ - 1999年 - 2008年
- 垣花正 あなたとハッピー!（代理沿線旅リポーター） - 2010年12月30日
- ショウアップスポーツ（火曜日）
- 松本ひでお 情報発見 ココだけ（スポーツニュース担当）
- 今夜もオトパラ!（スポーツニュース担当）
- 草野満代 夕暮れWONDER4※スポーツWONDER4 - 2018年10月 - 2019年3月
- 鶴光の噂のゴールデンリクエスト（スポーツニュースショウアップ）※火曜 - 2020年11月10日 - 2021年3月16日
- ラジオ・チャリティー・ミュージックソン（埼玉会場リポーター） - 2015年
- 連続ミニドラマ・オールナイトニッポン劇場「家族編」※DJ役 - 2018年4月2日 - 6月22日

#### テレビ
- プロ野球ニュース（フジテレビ739）※結果送り - 2001年度

## CM
- 三基建設